# Almagreira (Vila do Porto)
Almagreira é uma freguesia portuguesa do concelho da Vila do Porto, na ilha de Santa Maria, nos Açores, com 10,58 km² de área e 616 habitantes (censo de 2021). A sua densidade populacional é 58,2 hab./km².
Localiza-se na costa Sul da ilha e tem como freguesias limítrofes Santo Espírito a este, Santa Bárbara a noroeste, São Pedro a norte e Vila do Porto a oeste. É composta pelos lugares de Bom Despacho Velho, Almagreira do Nascente, Almagreira do Poente, Termo da Igreja, Brejos de Cima, Brejos de Baixo, Carreira, Ribeira das Covas, Fonte do Mourato e Praia.

## História
O seu nome evoca a exploração do almagre, um tipo de argila avermelhada rica em chumbo, usada como pigmento.
Frei Agostinho de Montalverne refere que na ilha de Santa Maria "(…) se acham quatro freguesias, chorando ainda por mais, com as seguintes ermidas: Nossa Senhora da Conceição, Nossa Senhora do Livramento, Nossa Senhora da Graça, Nossa Senhora dos Remédios (…)." (Crónicas da Província de S. João Evangelista das Ilhas dos Açores)
Posteriormente, o então bispo de Angra, D. António Caetano da Rocha, em 2 de Dezembro de 1766, criou um curato, "…o 3° da Igreja Matriz em benefício daquele povo e dos mais paroquianos que ficam naquele contorno para a parte da serra".
Já no século XIX, o XII Comendador da Ordem de Cristo para a ilha de Santa Maria, D. Diogo José Ferreira de Eça de Meneses, 3.º conde da Lousã, por alvará de 30 de junho de 1853, organizou e regularizou as côngruas dos párocos e necessidades do culto nas igrejas da Comenda e ordenou a criação do curato sufragâneo da matriz na Almagreira, a igreja do Bom Despacho.
Na alçada civil, em virtude das reivindicações da população à época, a freguesia separou-se da de Nossa Senhora de Assunção (Vila do Porto) por decreto de 25 de Outubro de 1906, compreendendo os lugares do Bom Despacho Velho, Brasil, Brejo de Baixo, Brejo de Cima, Brejo do Meio, Carreira, Congro, Courelas, Covas, Farropo, Fonte do Mourato, Fonte Nova, Graça e Praia.
A rede elétrica da freguesia foi inaugurada em 1971.

## Demografia
A população registada nos censos foi:
| Distribuição da População por Grupos Etários | Distribuição da População por Grupos Etários | Distribuição da População por Grupos Etários | Distribuição da População por Grupos Etários | Distribuição da População por Grupos Etários |
| -------------------------------------------- | -------------------------------------------- | -------------------------------------------- | -------------------------------------------- | -------------------------------------------- |
| Ano                                          | 0-14 Anos                                    | 15-24 Anos                                   | 25-64 Anos                                   | > 65 Anos                                    |
| 2001                                         | 123                                          | 98                                           | 245                                          | 71                                           |
| 2011                                         | 123                                          | 83                                           | 340                                          | 53                                           |
| 2021                                         | 93                                           | 79                                           | 368                                          | 76                                           |

## Economia
A população ocupa-se tradicionalmente nas atividades ligadas à agropecuária, ao artesanato (trabalhos em vime, lã e tear) e à doçaria regional (biscoitos de orelha, cavacas, búzios).

## Património edificado

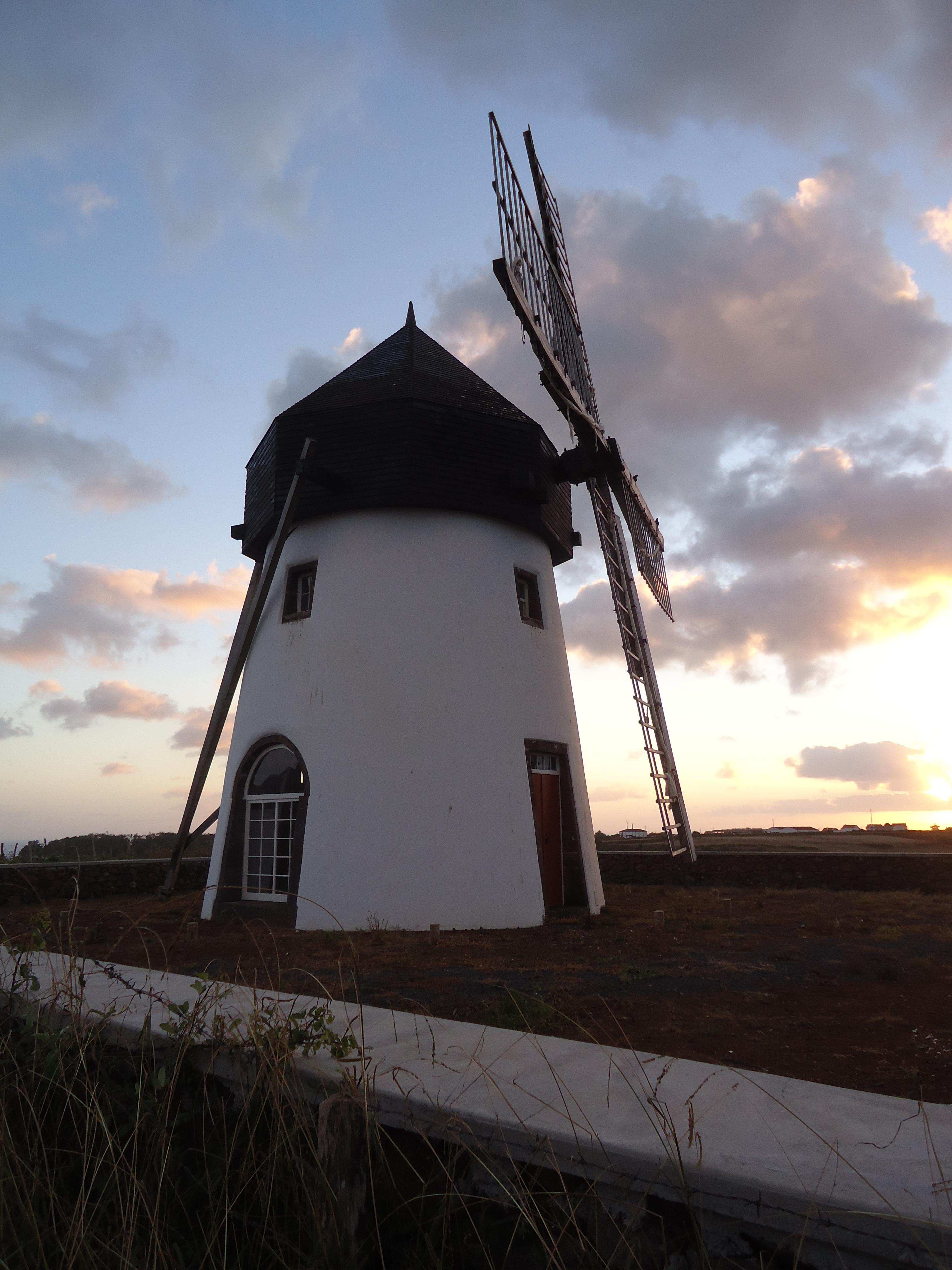
Moinho de Vento da Carreira

De acordo com a tradição, as habitações da freguesia são pintadas na cor branca com barras vermelho-escuras, alegadamente a recordar a cor do almagre. Entre o património edificado destacam-se:
- Ermida de Nossa Senhora dos Remédios (Almagreira), na praia Formosa
- Ermida de Santa Rita (Almagreira), na Fonte do Mourato
- Ermida de Nossa Senhora do Monte (Almagreira)
- Ermida de Nossa Senhora da Graça, no lugar da Graça
- Forte da Baixa do Vigário, na praia Formosa
- Forte da Prainha
- Forte de São João Baptista da Praia Formosa, na praia Formosa
- Forte de São João Evangelista, na praia Formosa
- Igreja de Nossa Senhora do Bom Despacho (Almagreira), no centro da freguesia
- Moinho de vento da Carreira

Além destes, destacam-se, no lugar do Bom Despacho, o solar dos antigos morgados e o portão armoriado dos Albergaria e no lugar das Covas, as chamadas "mata-mouras", também referidas como "covas do trigo".

## Património arqueológico
- Canarias (vapor) - na baía Formosa

## Património Natural

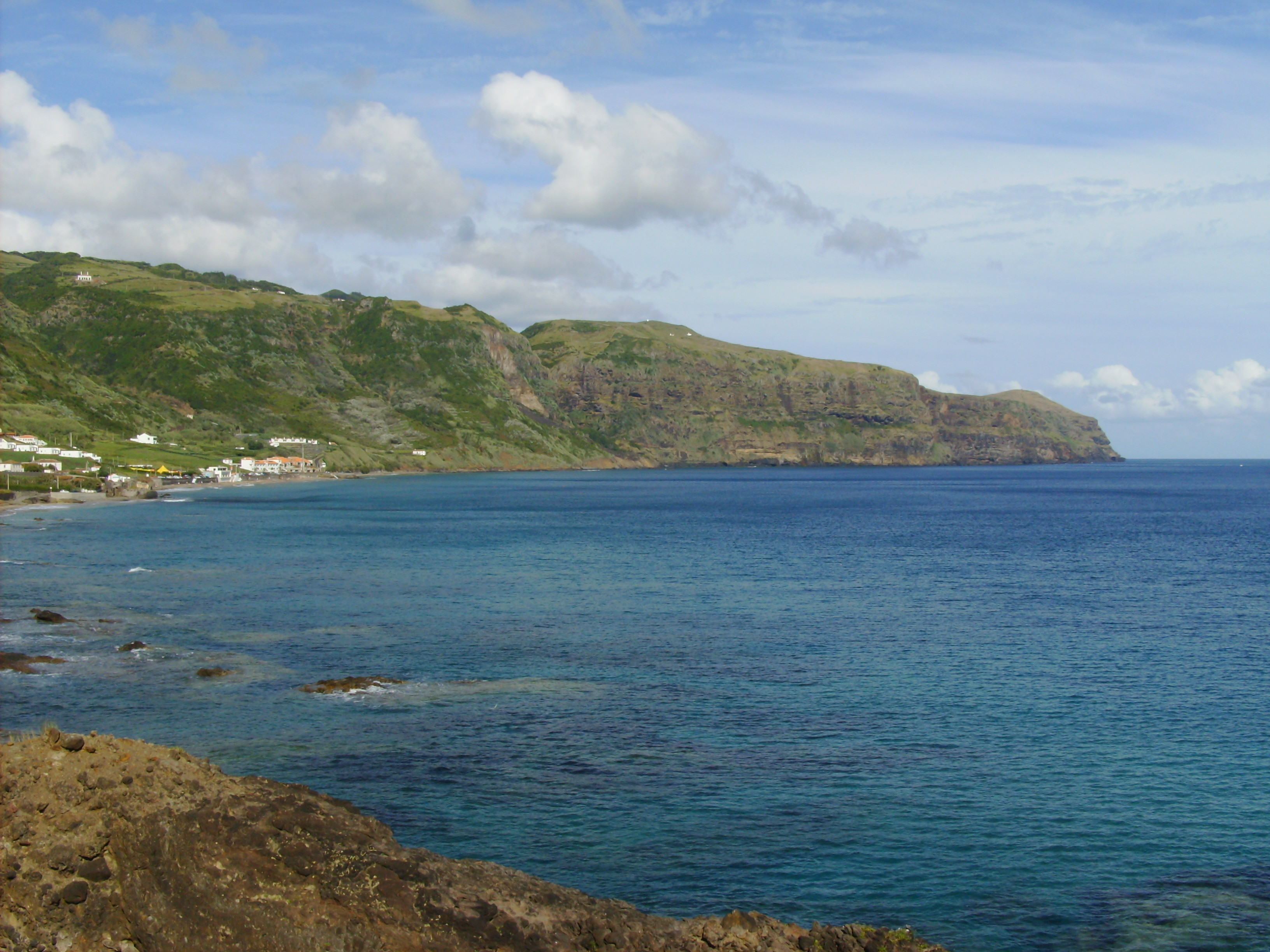
Baía da Praia: vista do Forte da Prainha.

- Furna Velha ou das Pombas - onde se coletavam boas margas (greda branca) outrora utilizadas para tirar nódoas de gordura das roupas.
- Gruta das Figueiras
- Gruta do Figueiral
- Pedrinha (Arrecife)
- Praia Formosa - com seu extenso areal de areias brancas, constitui-se numa das mais importantes zonas balneares da ilha, com condições para o desenvolvimento dos desportos náuticos. Nela se realiza, anualmente, o tradicional Festival Maré de Agosto.
- Reserva Natural da Baía da Praia

Além destes, destaca-se, no lugar do Farropo uma importante reserva de mata onde se conservam cedros, acácias, zimbros, sanguinhos, loureiros, pinheiros, buxos, azevinhos, urzes e vinháticos.